# Anaespogonius piceonigris
Anaespogonius piceonigris är en skalbaggsart som beskrevs av Hayashi 1972. Anaespogonius piceonigris ingår i släktet Anaespogonius och familjen långhorningar. Inga underarter finns listade i Catalogue of Life.